# Zadole (powiat sandomierski)
Zadole – kolonia w Polsce położona w województwie świętokrzyskim, w powiecie sandomierskim, w gminie Dwikozy.
| SIMC    | Nazwa             | Rodzaj    |
| ------- | ----------------- | --------- |
| 0789980 | Czermin Panieński | część wsi |

W latach 1975–1998 miejscowość administracyjnie należała do województwa tarnobrzeskiego.